# Efestione (grammatico)
Efestione (in greco antico: Ἡφαιστίων?, Hēphaistíōn; in latino Hephaestion; Alessandria d'Egitto, II secolo – II secolo) è stato un grammatico e metricologo greco antico.

## Biografia
Della vita di Efestione non si sa nulla: la Suda stessa si limita a elencare le sue opere. Secondo una congettura che risale a Robert Estienne ed è stata ripresa da Hermann Peter, sarebbe identificabile con uno degl'insegnanti di greco dell'imperatore Lucio Vero.

## Encheiridion
Il lessico bizantino Suda lo ricorda autore di un manuale di metrica in un solo libro ('Εγχειρίδιον περὶ μέτρων, Encheiridion perì métron), che lo stesso Efestione avrebbe riassunto da un suo trattato in quarantotto libri (Πραγματεία περὶ μέτρων, Pragmatèia perì métron). Il compendio ci è pervenuto attraverso vari manoscritti, il più importante dei quali è il Codex Ambrosianus I 8 sup. (XIII-XIV secolo), ed è una fonte fondamentale per la nostra conoscenza della metrica greca. L'editio princeps fu stampata a Firenze da Bernardo Giunti nel 1526.
L'Encheiridion di Efestione è tradizionalmente corredato da un corpus di scolii (denominati scholia A e B), perlopiù anonimi, tra i quali spiccano i Prolegomena in Hephaestionis Enchiridion di Longino e soprattutto il Commentarius in Hephaestionem  di Giorgio Cherobosco.

### Edizioni
- (GRC) Ἡφαιστίων, Ἐγχειρίδιον, Florentiae, per haeredes Philippi Iuntae, anno Domi. M.D.XXVI. mense Aprili.
- (GRC) Ἡφαιστίων, Ἐγχειρίδιον περὶ μέτρων καὶ ποιημάτων, a cura di Thomas Gaisford, Accedunt Terentianus Maurus De syllabis et metris et Procli Chrestomathia grammatica, 2 voll. (tom. I; tom. II), 3ª ed., Oxonii, e Typographeo Academico, 1855.
- (GRC) Hephaestion, Enchiridion cum commentariis veteribus, a cura di Maximilianus Consbruch, Accedunt variae metricorum Graecorum reliquiae, Lipsiae, in aedibus B.G. Teubner, 1906.
- (EN) Hephaestion, On Metre, A translation and commentary by Johannes Max Van Ophuijsen, Leiden, E.J. Brill, 1987.